# Hieracium eximium
Hieracium eximium es una especie de planta con flor del género Hieracium, de la familia Asteraceae, orden Asterales.

## Distribución
Hieracium eximium se distribuye por Escocia y Noruega.

## Taxonomía
Fue descrita científicamente por Backh. fil.
Tratamiento taxonómico
La especie aparece registrada y publicada en Monogr. Brit. Hierac.